# Беннінгтон (Оклахома)
Беннінгтон (англ. Bennington) — місто (англ. town) в США, в окрузі Браян штату Оклахома. Населення — 282 особи (2020).

## Географія
Беннінгтон розташований за координатами 34°0′14″ пн. ш. 96°2′15″ зх. д. / 34.00389° пн. ш. 96.03750° зх. д. (34.003829, -96.037571).  За даними Бюро перепису населення США в 2010 році місто мало площу 1,45 км², уся площа — суходіл.

## Демографія
Згідно з переписом 2010 року, у місті мешкали 334 особи в 120 домогосподарствах у складі 85 родин. Густота населення становила 230 осіб/км².  Було 143 помешкання (99/км²).
Расовий склад населення:
| - 68,9 % — білих - 21,0 % — корінних американців - 0,3 % — чорних або афроамериканців |

До двох чи більше рас належало 9,0 %. Частка іспаномовних становила 1,2 % від усіх жителів.
За віковим діапазоном населення розподілялося таким чином: 32,9 % — особи молодші 18 років, 56,9 % — особи у віці 18—64 років, 10,2 % — особи у віці 65 років та старші. Медіана віку мешканця становила 31,9 року. На 100 осіб жіночої статі у місті припадало 95,3 чоловіків;  на 100 жінок у віці від 18 років та старших — 89,8 чоловіків також старших 18 років.
Середній дохід на одне домашнє господарство  становив 27 988 доларів США (медіана — 17 500), а середній дохід на одну сім'ю — 39 689 доларів (медіана — 32 500). За межею бідності перебувало 44,2 % осіб, у тому числі 53,1 % дітей у віці до 18 років та 20,5 % осіб у віці 65 років та старших.
Цивільне працевлаштоване населення становило 82 особи. Основні галузі зайнятості: освіта, охорона здоров'я та соціальна допомога — 22,0 %, виробництво — 18,3 %, роздрібна торгівля — 17,1 %.